# Зеринтия
Зеринтия (стгр. Ζερυνθία) е име на тракийска богиня. Името е отнесено към култ в Югозападна Тракия от Теопомп (fr. 44 и 214) и Хезихий. Ликофрон (77-78) я споменава като тракийска богиня и я отъждествява с Хеката и Афродита. Според Стефан Византийски и в лексикона Суда, Зеринтия е име на Хеката и Афродита не само в Тракия, но и на остров Самотраки. На острова има пещера, наричана Зеринтийска, където се жертвопринасят кучета в чест на богинята и се празнува с оргиастични обреди. Изглежда култът към тази тракийска богиня на Самотраки е съществувал преди колонизирането на острова от гръцките заселници от остров Самос. След елинизацията на култа, обредите в нейна чест са запазени и включени в култа към Великите богове на Самотраки - Кабирите. Има предположение, че пещерата се е намирала вътре в границите на светилището на Великите богове. Идентифициран е олтарът, на който вероятно са правени жертвоприношенията на Зеринтия — на края на свещения път, слизащ от хълма с пропилеите, преди да стигне до „Ротондата на Арсиное“ и „Залата на хоровите танци“.
От малкото информация, която е известна за Зеринтия може да се направи заключение, че тя е хтонично божество, от типа на анатолийската Богиня-майка. Тъй като е почитана на Самотраки, има основание да бъде наричана и „Велика богиня“, тъй като всички божества, почитани на острова носят прозвището „Велики богове“.